# Hwanghae
Hwanghae (Hwanghae-do, Hán Việt: Hoàng Hải đạo) là một trong Tám Tỉnh Triều Tiên trong Triều đại Triều Tiên, và là một trong 13 tỉnh của Triều Tiên trong thời kỳ thực dân Nhật Bản. Hwanghae tọa lạc ở phía tây bắc Triều Tiên. Tỉnh lỵ là Haeju.
Năm 1395, tỉnh này đã được đặt tên là P'unghae (P'unghae-do; 풍해도; 豊海道, Hán Việt: Phong Hải đạo). Năm 1417, tỉnh được đổi tên thành Hwanghae (Hoàng Hải). Tên lấy theo hai thành phố chính Hwangju (황주; 黃州, Hoàng Châu) và Haeju (해주; 海州, Hải Châu).
Năm 1895, tỉnh được tổ chức lại thành các huyện Haeju (Haeju-bu; 해주부; 海州府, Hải Châu phủ) ở phía tây và Gaeseong (Gaeseong-bu; 개성부; 開城府, Khai Thành phủ) ở phía đông, nhưng năm 1896, một hệ thống 13 tỉnh mới được thành lập, và tỉnh Hwanghae Province đã được lập lại.
Năm 1945, Triều Tiên bị chia đôi hai phần Xô Viết và Hoa Kỳ với vĩ tuyến 38 bắc làm ranh giới. Phần cực nam Hwanghae (xung quanh các thị xã Ongjin và Yŏnan) bị đường chia cắt cắt khỏi tỉnh và nhập vào tỉnh Gyeonggi ở phía nam quốc gia. Năm 1948, các tỉnh Hwanghae thuộc Cộng hòa Dân chủ Nhân dân Triều Tiên còn Gyeonggi thuộc Hàn Quốc.
Năm 1953, cuối cuộc chiến tranh Triều Tiên, tuyến giới hạn phía bắc được thiết lập, đánh dấu biên giới biển giữa Cộng hòa Dân chủ Nhân dân Triều Tiên và Đại Hàn Dân quốc. Tuyến này chạy giữa phần lục địa tỉnh Gyeonggi đã từng thuộc Hwanghae trước năm 1945, và các đảo ngoài khơi kề cận (trong đó lớn nhất là Baengnyeongdo). Do đó, phần trên lục địa thuộc CHDCND Triều Tiên còn các đảo thuộc Hàn Quốc. Năm 1954, tỉnh Hwanghae của CHDCND Triều Tiên được chia thành hai tỉnh Bắc và Nam Hwanghae.
Hwanghae giáp P'yŏngan (sau năm 1896 Nam P'yŏngan) về phía bắc, Kangwŏn về phía đông, Gyeonggi về phía nam, và Hoàng Hải về phía tây.